# Eunapio
Eunapio (Sardi, 347 – dopo il 414) è stato un sofista, filosofo e storico greco antico.

## Biografia
Nacque a Sardi nel 347, e nella sua città studiò sotto la guida del sofista pagano Crisanzio; all'età di quindici anni si trasferì ad Atene, ove divenne lo studente favorito del retore cristiano, di origine armena, Proeresio (276 circa-368 circa).
Eunapio giunse ad Atene nell'autunno del 362, quando ormai da alcuni mesi era entrato in vigore l'editto dell'imperatore Giuliano che proibiva l'insegnamento pubblico ai sofisti cristiani. Seguì, quindi, le lezioni private di Proeresio fino alla morte di Giuliano, quando il suo maestro riprese la cattedra municipale senza attendere l'abrogazione dell'editto dell'imperatore, avvenuta l'11 gennaio 364. Ad Atene, Eunapio seguì anche le lezioni di Diofanto e Sopoli.
Nel 367, nonostante avesse progettato un viaggio in Egitto, fu richiamato a Sardi dai genitori e riprese a frequentare le lezioni di Crisanzio, che lo iniziò alle dottrine di Giamblico; insegnò retorica, e entrò a far parte di un circolo di sofisti pagani che includeva Oribasio, il medico personale di Giuliano.
Iniziato ai misteri eleusini dallo stesso ierofante che aveva iniziato l'imperatore Giuliano, fu ammesso nel collegio degli Eumolpidi e divenne lui stesso ierofante. Negli ultimi anni visse probabilmente ad Atene insegnando retorica.
La data della sua morte è sconosciuta, ma all'interno della sua Storia universale è citata l'imperatrice Elia Pulcheria, nominata augusta nel 414, il che fa supporre che Eunapio sia morto almeno dopo questo evento.
Come molti sofisti, aveva un interesse per la medicina: quando i dottori vollero salassare l'anziano Crisanzio, il sofista chiese che Eunapio fosse presente, ed egli intervenne quando ritenne che lo stavano salassando troppo. Oribasio compose quattro libri di medicina che dedicò a Eunapio, che definì «philiatros», cioè medico dilettante; l'opera conservatasi, Libri ad Eunapium, è pensato per un dilettante come Eunapio.

## Opere
Eunapio fu autore di due opere, una composta tra 396 e 399, dal titolo Vite dei filosofi e dei sofisti, e un'altra, dal titolo Commentari storici, che consisteva nella continuazione dell'opera storica di Dessippo (di quest'ultimo lavoro rimangono solamente pochi frammenti), che copriva il periodo storico dal 270 al 404. Lo stile di entrambi i lavori è contrassegnato da uno spirito di ostilità verso il Cristianesimo.

### Vite dei filosofi e dei sofisti
Il titolo contenuto nel codice più antico e autorevole delle biografie di Eunapio, il Laurentianus Mediceus Graecus 86.7 è Vite dei filosofi e dei sofisti. Si tratta di una collezione di biografie di ventitré filosofi e sofisti sia contemporanei all'autore sia più antichi, ed è la sola storia del pensiero neoplatonico del periodo considerato. 
I filosofi rappresentano la parte più cospicua dell'intero scritto (64 delle cento pagine dell'edizione Teubner); i sofisti, fra cui domina la figura del retore cristiano Proeresio, occupano quasi un terzo dello scritto (27 pagine della medesima edizione); la trattazione dei medici, infine, copre sole quattro delle pagine della suddetta edizione, e, a parte Oribasio, consiste in poco più che in uno scarno elenco di nomi. Da questo si nota come il progetto di Eunapio, secondo quanto espressamente dichiarato nella sezione proemiale, fu quello di scrivere una storia filosofica, che offrisse una sorta di contraltare alla vita cristiana: lo scopo ultimo del
filosofo, concepito come un "uomo divino", è, per Eunapio, l'elevazione dell'anima, l'assimilazione al dio e il rapporto privilegiato con esso, che lo porta alla saggezza. Non si tratta, comunque, di una storia filosofica di tipo dossografico: la scarsa conoscenza o, comunque, il totale disinteresse di Eunapio nei confronti della letteratura dossografica lo porta a trascurare del tutto la specifica produzione filosofica.

### Commentari storici
L'opera storica di Eunapio si inserisce nella rinascita della storiografia greca tra la fine del IV e l'inizio del V secolo dell'era volgare; Eunapio fu il primo di tale gruppo, che include anche Olimpiodoro di Tebe, Prisco di Panion, Malco di Filadelfia e Zosimo.
Dei commentari, in 14 libri e concepiti come continuazione dell'opera (ora perduta) di Publio Erennio Dessippo che terminava con l'anno 270 (ed Eunapio arrivava fino al 404), resta un certo numero di frammenti nella Suda, negli Excerpta de legationibus e negli Excerpta de sententiis, due raccolte di brani volute dall'imperatore del X secolo Costantino VII Porfirogenito; lo storico Zosimo inserì ampie citazioni dell'opera di Eunapio nella propria Storia nuova, e il patriarca Fozio di Costantinopoli tramanda diverse informazioni su Eunapio nella sua Biblioteca, tra l'altro affermando che l'opera di Zosimo sarebbe null'altro che un'epitome dei Commentari.
La storia di Eunapio ha un tono anti-cristiano: l'autore esprime giudizi negativi su Costantino I, che legalizzò il cristianesimo e su Teodosio I, che ne fece la religione dello Stato romano; al contrario, esalta le figure dell'imperatore Giuliano, nipote di Costantino e ultimo imperatore pagano e del generale goto Fravitta. L'opera fu pubblicata in due edizioni, una che terminava tra il 391 e il 395 (anno della morte di Teodosio) e la seconda (Nea Ekdosis) che arrivava al 404 (tra le due edizioni Eunapio si dedicò alla stesura delle Vite): in questa seconda edizione, stando a Fozio, Eunapio mitigò la sua critica al cristianesimo.